# Hrabstwo Ouray
Hrabstwo Ouray (ang. Ouray County) – hrabstwo w stanie Kolorado w Stanach Zjednoczonych. Hrabstwo zajmuje powierzchnię 1402 km². Według szacunków United States Census Bureau w roku 2010 liczyło 4 436 mieszkańców. Siedzibą administracyjną hrabstwa jest Ouray.

## Miasta
- Ouray
- Ridgway

## CDP
- Colona
- Loghill Village
- Portland